# Inmunocirugía

Inmunocirugía de un blastocisto. Se añaden anticuerpos que se adhieren a la capa más externa de células, que en un blastocisto es el trofoblasto. Tras eliminar los anticuerpos no unidos y añadir complemento, se destruyen las células del trofoblasto, dejando sólo la masa celular interna (MCI).

La inmunocirugía es un método de eliminación selectiva de la capa celular externa (trofoblasto) de un blastocisto mediante un procedimiento de citotoxicidad. El protocolo de la inmunocirugía incluye la preincubación con un antisuero, el enjuague con un medio de derivación de células madre embrionarias para eliminar los anticuerpos, la exposición al complemento y, a continuación, la extracción del trofoectodermo lisado mediante una pipeta. Esta técnica se utiliza para aislar la masa celular interna del blastocisto. Las uniones celulares del trofoectodermo y el epitelio hermético "protegen" a la masa celular interna  de la unión de anticuerpos haciendo que la célula sea impermeable a las macromoléculas.
La inmunocirugía puede utilizarse para obtener grandes cantidades de masas celulares internas puras en un periodo de tiempo relativamente corto. La masa celular interna obtenida puede utilizarse para la investigación con células madre y su uso es mejor que el de las células madre adultas o fetales porque la MCI no se ha visto afectada por factores externos, como la bisección manual de la célula. Sin embargo, si la integridad estructural del blastocisto se ve comprometida antes del experimento, la MCI es susceptible a la reacción inmunológica. Así pues, la calidad del embrión utilizado es imprescindible para el éxito del experimento. Además, cuando se utiliza complemento derivado de animales, la procedencia de los animales es importante. Deben mantenerse en un entorno libre de patógenos específicos para aumentar la probabilidad de que el animal no haya desarrollado anticuerpos naturales contra los carbohidratos bacterianos presentes en el suero (que puede obtenerse de un animal diferente).
Solter y Knowles desarrollaron el primer método de inmunocirugía con su artículo de 1975 "Immunosurgery of Mouse Blastocyst". Lo utilizaron principalmente para estudiar el desarrollo embrionario temprano. Aunque la inmunocirugía es el método más frecuente de aislamiento de la MCI, diversos experimentos han mejorado el proceso, por ejemplo mediante el uso de láseres (realizado por Tanaka, et al.) y micromanipuladores (realizado por Ding, et al.). Estos nuevos métodos reducen el riesgo de contaminación con materiales animales dentro de las células madre embrionarias derivadas de la MCI, lo que puede causar complicaciones más adelante si las células madre embrionarias se trasplantan a un humano para terapia celular.